# Акрура
Акрура (санскр. अक्रूर, IAST: Akrūra) — герой пуранической литературы индуизма. Акрура принадлежал к племени ядавов и правил в Двараке.
В Пуранах описывается, что родителями Акруры были Швапхалка и Гандини и что у Акруры было двое сыновей: Девавант и Упадева. В западном Уттар-Прадеш Акруре поклоняются как Шри Акрурджи Махараджу (хинди श्री अक्रूरजी महाराज).